# 五大都市圏
五大都市圏（ごだいとしけん）とは三大都市圏に福岡都市圏、札幌都市圏を加えた5つの都市圏の総称。

## 概要
日本では以下のように定義されている。放送・興行などの分野で慣習的に使用される。
1. 札幌都市圏（あるいは道央圏）
2. 東京都市圏（あるいは首都圏）
3. 名古屋都市圏（あるいは中京圏）
4. 大阪都市圏（あるいは近畿圏）
5. 福岡都市圏（あるいは福北圏）

それぞれの中心都市の札幌市、東京都区部、名古屋市、大阪市、福岡市を五大都市と呼ぶ。
五大都市圏は「都市圏」という観点で選ばれているため、政令指定都市のうち、横浜市、川崎市、相模原市、さいたま市、千葉市（以上東京都市圏に包摂）、堺市（大阪都市圏に包摂）といった独立した都市圏を持たない都市は数えられていない。また、神戸市、京都市、北九州市は都市雇用圏では独立した都市圏を持つが、大都市圏においては神戸市、京都市は近畿大都市圏に、北九州市は北九州・福岡大都市圏に包括される。
なお、都市圏の規模としては札幌都市圏よりも静岡・浜松大都市圏の方が大きいが、静岡・浜松大都市圏は2000年代に静岡市と浜松市が政令指定都市に指定されたことにより新たに定義された大都市圏であり地方中枢機能の大部分が隣接する名古屋都市圏（一部は東京都市圏）に置かれていることから、五大都市圏（および七大都市圏）には含めないのが一般的である。

## 四大都市圏
国勢調査による政府統計では以下の4つとしている。
1. 東京都市圏（あるいは首都圏）
2. 大阪都市圏（あるいは近畿圏）
3. 名古屋都市圏（あるいは中京圏）
4. 福岡都市圏（あるいは福北圏）

すなわち、三大都市圏に福岡・北九州を加えたもの、または五大都市圏から札幌都市圏を除いたものとなる。
三大都市圏、五大都市圏などと同様に、放送・興行などの分野で慣習的に使用される。
四大都市圏を結ぶエリアを太平洋ベルトや東海道山陽メガロポリスと呼ぶ。四大都市圏には四大工業地帯も存在する。

## 五大都市圏の概要
五大都市圏を形成する中心の都市は、全て日本国内における各ブロックの中枢となっている。また、主要行政機関・重要空港・重要港湾・ターミナル駅・テレビ局・大学・大企業・証券取引所・大規模コンサート会場・大規模商業施設等が包括的に集積するエリアである。

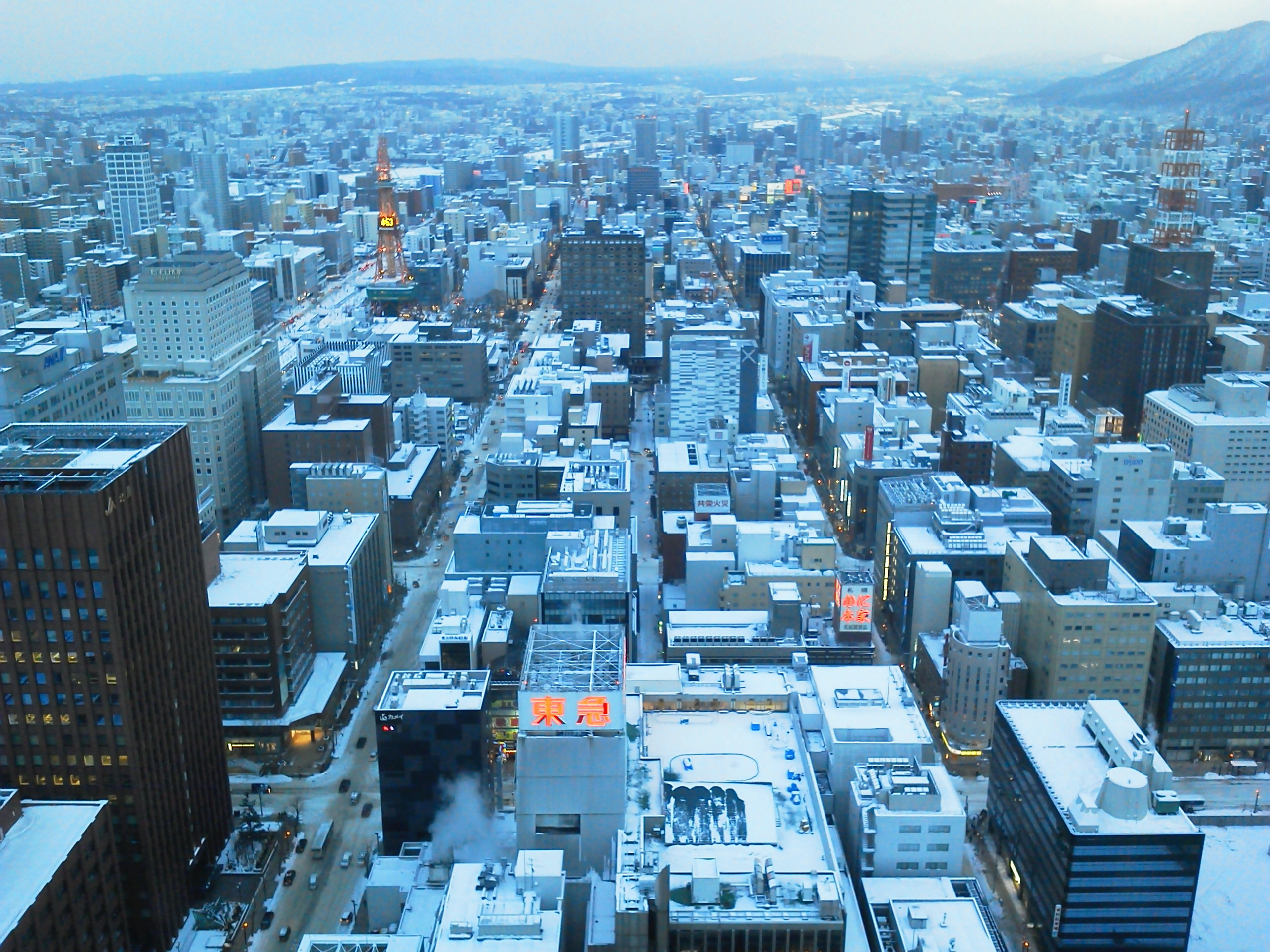
札幌市
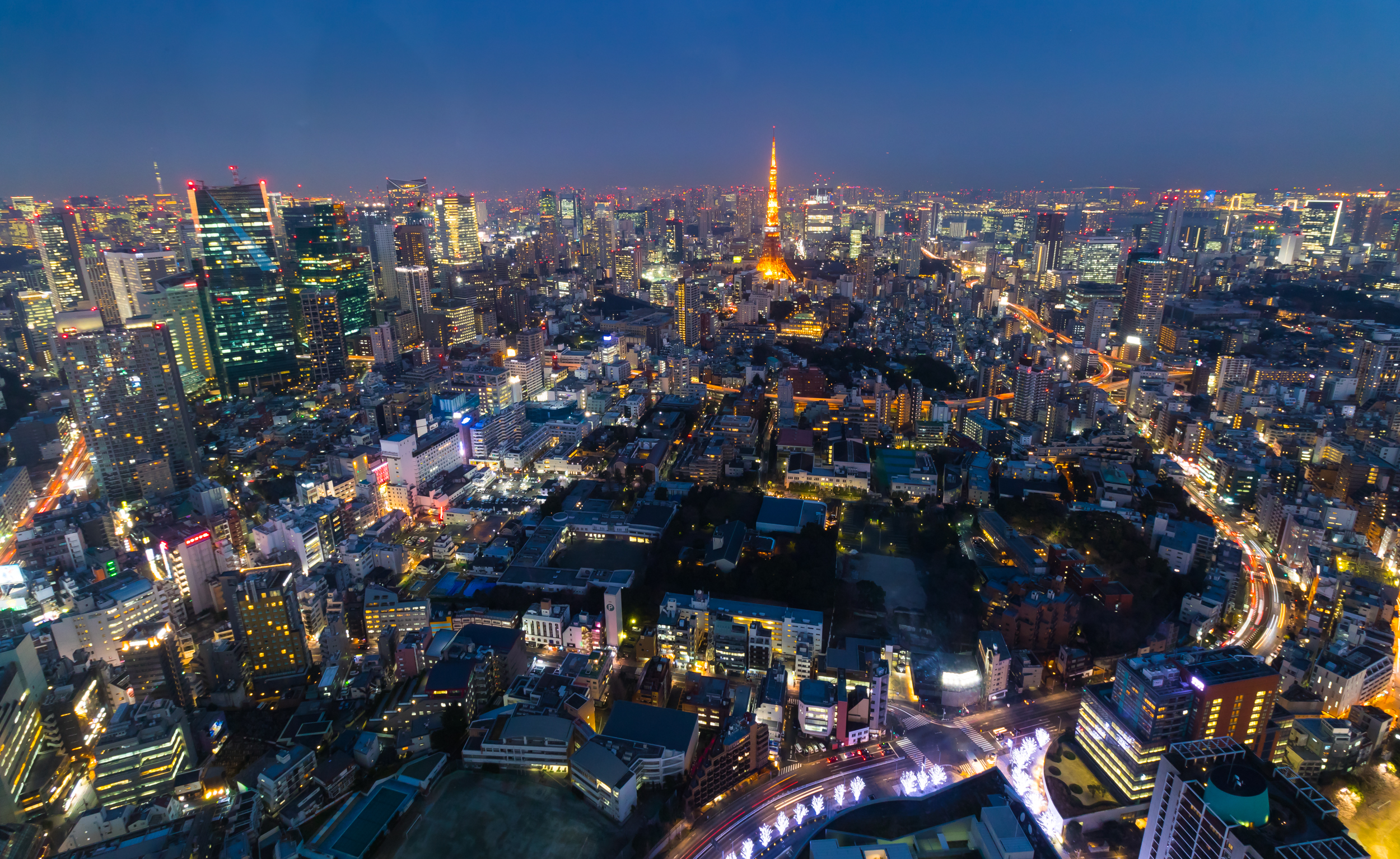
東京都区部
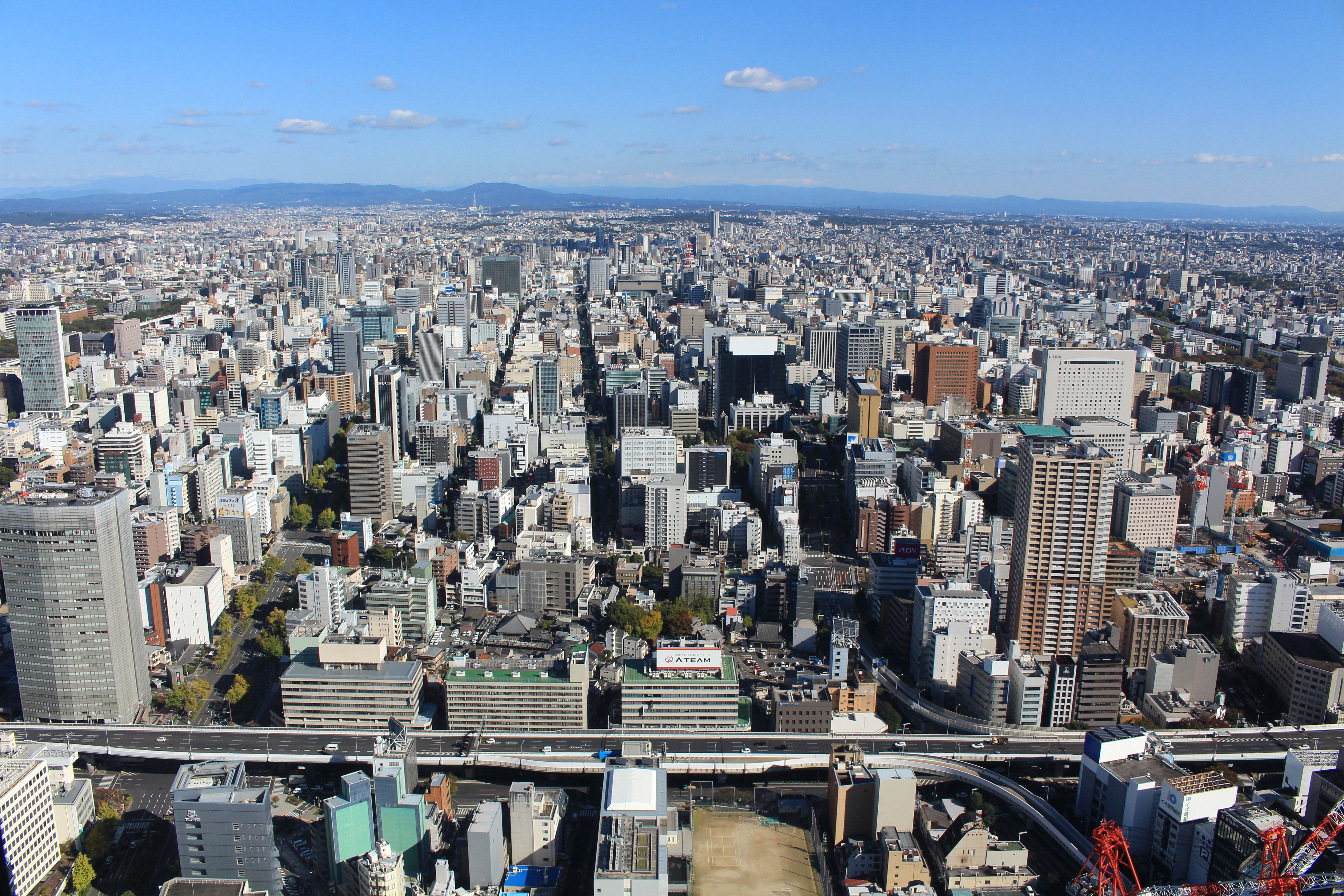
名古屋市
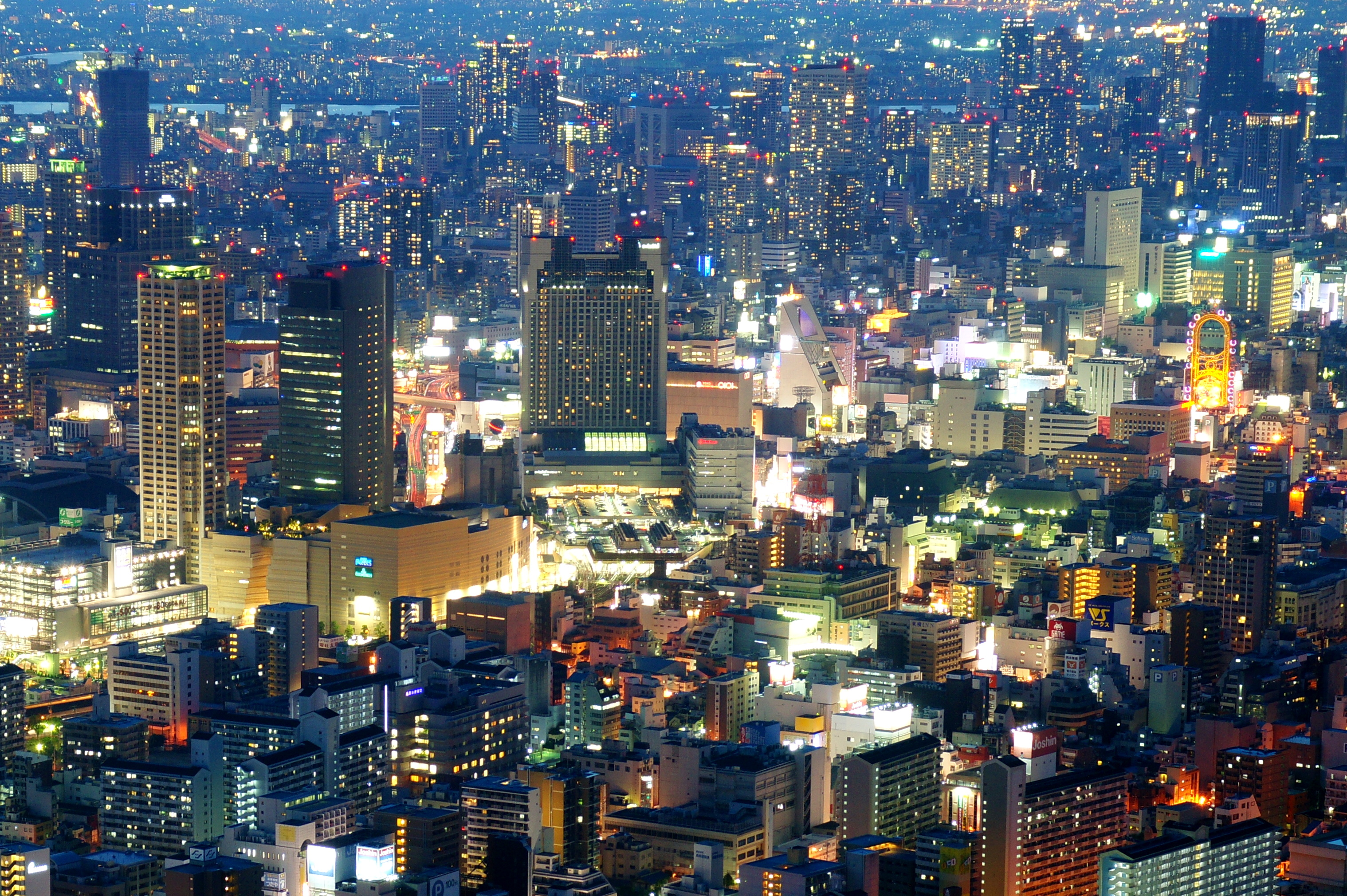
大阪市
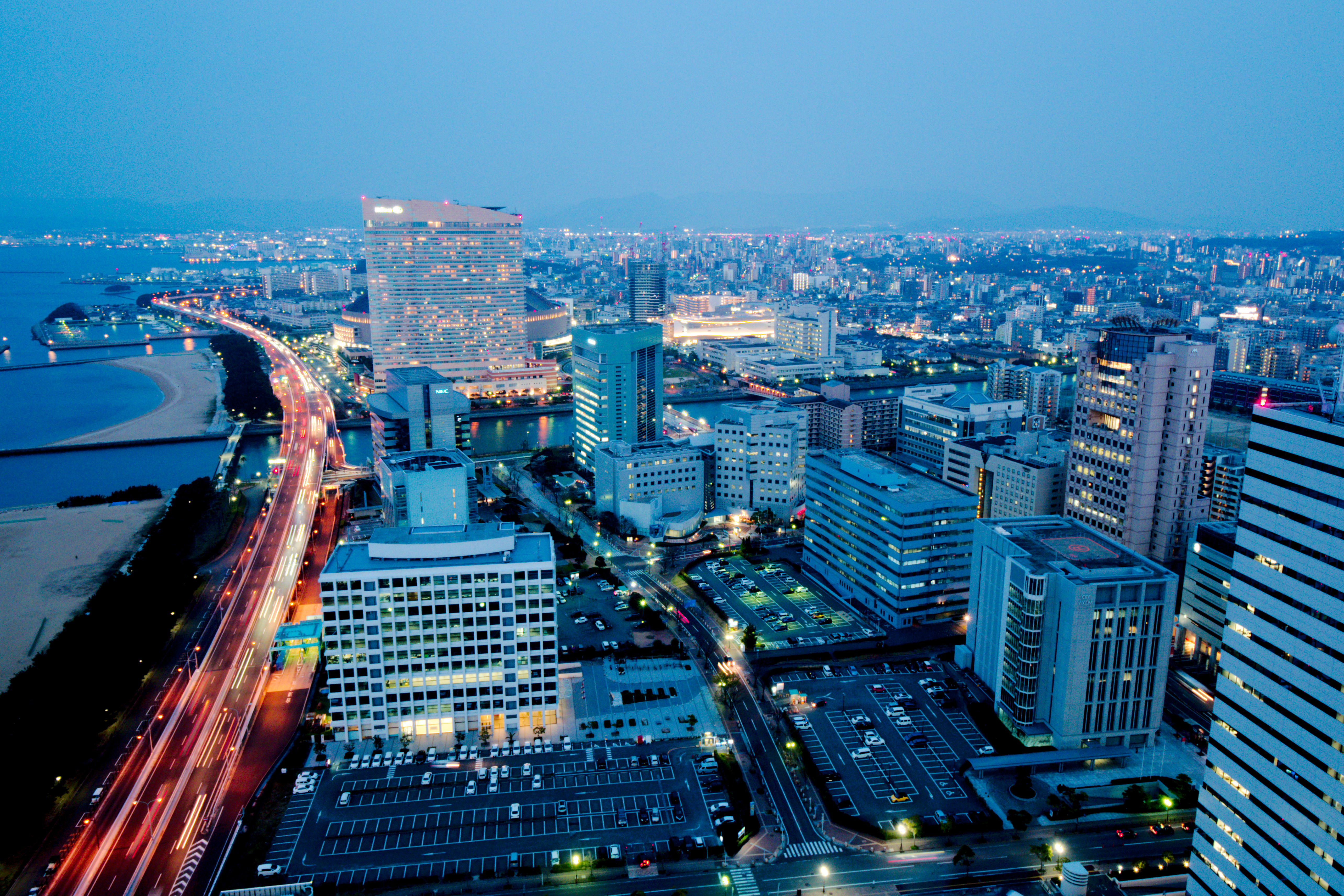
福岡市

### 五大都市圏の人口
2020年の国勢調査の結果を基に、都市雇用圏および大都市圏を基準として算出した。定義については、中心都市と郊外の定義を参照。（ ）内は大都市圏人口。
2025年4月1日現在の推計人口。札幌都市圏は2025年3月31日の住民基本台帳人口。
- 東京都市圏：35,808,884人（38,173,270人）
- 大阪都市圏：11,732,226人（18,860,682人）
- 名古屋都市圏：6,649,733人（9,064,664人）
- 福岡都市圏：2,716,576人（5,443,222人）
- 札幌都市圏：2,310,711人（2,597,116人）

### 五大都市圏中心都市の指標データ
いずれの指標も各都市圏の中心都市のデータ。
|                                             | 指標                           | 指標                 | 指標                      | 指標                    | 指標 |
| 市内総生産 （平成22年） （ ）内は都市圏全体 | 最高路線価 （平成30年）        | DID面積 （平成27年） | 昼間人口比率 （平成27年） | 財政力指数 （平成28年） |      |
| ------------------------------------------- | ------------------------------ | -------------------- | ------------------------- | ----------------------- | ---- |
| 東京都市圏                                  | 85兆2016億円 （157兆8195億円） | 4,432万円/m2         | 626.70km2                 | 130.2%                  | 0.88 |
| 大阪都市圏                                  | 19兆6532億円 （45兆3624億円）  | 1,256万円/m2         | 224.22km2                 | 132.1%                  | 0.93 |
| 名古屋都市圏                                | 11兆6670億円 （22兆4971億円）  | 1,000万円/m2         | 279.18km2                 | 113.2%                  | 0.99 |
| 福岡都市圏                                  | 6兆6301億円 （8兆9223億円）    | 700万円/m2           | 154.35km2                 | 110.3%                  | 0.89 |
| 札幌都市圏                                  | 6兆1787億円 （7兆4384億円）    | 475万円/m2           | 235.50km2                 | 100.7%                  | 0.73 |

## 施設・組織・交通網
|                    | 東京                            | 名古屋                          | 大阪                                    | 福岡                                    | 札幌                                          |
| ------------------ | ------------------------------- | ------------------------------- | --------------------------------------- | --------------------------------------- | --------------------------------------------- |
| 高等裁判所         | 東京高等裁判所                  | 名古屋高等裁判所                | 大阪高等裁判所                          | 福岡高等裁判所                          | 札幌高等裁判所                                |
| 証券取引所         | 東京証券取引所                  | 名古屋証券取引所                | 大阪証券取引所                          | 福岡証券取引所                          | 札幌証券取引所                                |
| 商工会議所         | 東京商工会議所                  | 名古屋商工会議所                | 大阪商工会議所                          | 福岡商工会議所                          | 札幌商工会議所                                |
| 旧帝大             | 東京大学                        | 名古屋大学                      | 大阪大学                                | 九州大学                                | 北海道大学                                    |
| 空港               | 東京国際空港・成田国際空港      | 中部国際空港・県営名古屋空港    | 関西国際空港・大阪国際空港・神戸空港    | 福岡空港・北九州空港                    | 新千歳空港・丘珠空港                          |
| 代表駅             | 東京駅                          | 名古屋駅                        | 大阪駅                                  | 博多駅                                  | 札幌駅                                        |
| 地下鉄             | 東京メトロ・都営地下鉄          | 名古屋市営地下鉄                | Osaka Metro                             | 福岡市地下鉄                            | 札幌市営地下鉄                                |
| 都市高速・高速道路 | 首都高速道路                    | 名古屋高速道路                  | 阪神高速道路                            | 福岡高速道路                            | 道央自動車道                                  |
| 港湾               | 東京港                          | 名古屋港                        | 大阪港                                  | 博多港                                  | 苫小牧港                                      |
| ドーム球場         | 東京ドーム （読売ジャイアンツ） | ナゴヤドーム （中日ドラゴンズ） | 大阪ドーム （オリックス・バファローズ） | 福岡ドーム （福岡ソフトバンクホークス） | 札幌ドーム （旧：北海道日本ハムファイターズ） |